# Mikaela Nykvist
Mikaela Nykvist (Mattsson) född 23 augusti 1973 i Vasa, är en finlandssvensk författare, bosatt i   Solf, Korsholm.

## Biografi
Nykvist har avlagt magisterexamen i informationsvetenskap vid Åbo Akademi år 2011. Nykvist skriver historiska romaner vid sidan om sitt arbete som utvecklingschef på Wärtsilä. Hon debuterade 2017 med  boken Rök i fjärran, första delen i romanserien "Runsorserien" med utgivning på eget förlag: Runsorina Books. Serien har senare utgivits som ljud- och e-bok samt översatts till finska av förlaget Saga Egmont. Nykvist skriver även kulturkolumn för dagstidningen Vasabladet.

### Översatta till finska
- Runsorsarja
  - Savua Taivaalla, 2021, Saga Egmont
  - Palon jälkeen, 2021, Saga Egmont
  - Tuhkaa ja jäätä, 2022, Saga Egmont
  - Vahvana valoa kohti, 2022, Saga Egmont

## Priser och utmärkelser
- Årets kulturperson i Korsholm, 2020[2]
- Årets Gunnar av Stundars friluftsmuseum, 2021[3]